# Blackjack
Blackjack (21, Vingt-et-un hay Pontoon) là trò chơi bài được chơi nhiều nhất trong các Sòng bạc trên toàn thế giới. Trò chơi sử dụng bộ bài gồm 52 lá và có nguồn gốc từ một dòng trò đánh bạc toàn cầu được biết đến với tên gọi Twenty-One (hai mươi mốt). Dòng trò chơi này còn bao gồm các trò chơi châu Âu như Vingt-et-Un (hai mươi mốt) và Pontoon, trò chơi Nga Ochko và gần giống với bài xì dách ở Châu Á( Việt Nam). Người chơi Blackjack không cạnh tranh với nhau mà thay vào đó, họ tham gia vào một trò chơi so sánh lá bài với người chia bài (Banker).

## Lịch sử
Tiền thân trực tiếp của Blackjack là phiên bản tiếng Anh của twenty-one được gọi là Vingt-Un, một trò chơi có nguồn gốc không rõ (nhưng có lẽ là Tây Ban Nha). Tham chiếu đầu tiên được tìm thấy trong một cuốn sách của tác giả Tây Ban Nha Miguel de Cervantes. Cervantes là một nhà đánh bạc, và những nhân vật chính trong tác phẩm "Rinconete y Cortadillo" từ Novelas Ejemplares của ông là những kẻ gian lận bài tại Seville. Họ là những tay giỏi lừa bịp ở veintiuna (tiếng Tây Ban Nha có nghĩa là "hai mươi mốt") và nói rằng mục tiêu của trò chơi là đạt được 21 điểm mà không vượt quá và quân át có giá trị 1 hoặc 11. Trò chơi được chơi với bộ bài Tây Ban Nha baraja.
"Rinconete y Cortadillo" được viết vào khoảng năm 1601 và 1602, ngụ ý rằng ventiuna đã được chơi ở Castile từ đầu thế kỷ 17 hoặc trước đó. Sau đó, có thêm những tham chiếu đến trò chơi này ở Pháp và Tây Ban Nha.
Bản ghi đầu tiên về trò chơi ở Pháp xuất hiện vào năm 1888, và tại Anh vào những năm 1770 và 1780, nhưng các quy tắc đầu tiên của trò chơi xuất hiện tại Anh vào năm 1800 dưới tên Vingt-Un. Twenty-One, vẫn được gọi là Vingt-Un, xuất hiện tại Hoa Kỳ vào đầu những năm 1800. Các quy tắc đầu tiên của người Mỹ là bản tái in năm 1825 của quy tắc tiếng Anh năm 1800. Vingt-Un tiếng Anh sau đó phát triển thành một biến thể Mỹ riêng biệt và được đổi tên thành blackjack vào khoảng năm 1899.
Theo truyền thuyết phổ biến, khi Vingt-Un ("Twenty-One") được giới thiệu vào Hoa Kỳ (vào đầu những năm 1800, trong thế chiến thứ nhất, hoặc vào những năm 1930, tùy thuộc vào nguồn tham khảo), các nhà đánh bạc cung cấp khoản thanh toán thưởng để kích thích sự quan tâm của người chơi. Một trong những khoản thưởng đó là thanh toán mười lần số tiền đặt cược nếu tay của người chơi bao gồm quân át bích và một quân bài đen là jack (hoặc quân bài jack chuông hoặc jack bích). Tức là một tay bài như vậy được gọi là "blackjack", và cái tên này vẫn còn tồn tại ngay cả khi khoản thưởng mười lần bị rút đi.
Nhà sử học bài Pháp Thierry Depaulis đã phản bác câu chuyện này, cho thấy rằng những người tìm kiếm mỏ vàng trong đợt đổ bộ Klondike (1896-1899) đã đặt tên blackjack cho trò chơi American Vingt-Un, với khoản thưởng bình thường là quân át và bất kỳ quân bài có điểm số 10 nào. Bởi vì 'blackjack' cũng đề cập đến khoáng chất zincblende, thường được liên kết với mỏ vàng hoặc bạc, ông cho rằng tên khoáng chất này đã được chuyển sang tay bài thưởng cao nhất. Ông không thể tìm thấy bằng chứng lịch sử cho một khoản thưởng đặc biệt cho việc sở hữu cùng lúc quân át với một quân bài jack đen.
Vào tháng 9 năm 1956, Roger Baldwin, Wilbert Cantey, Herbert Maisel và James McDermott đã xuất bản một bài báo mang tựa đề The Optimum Strategy in Blackjack trong Journal of the American Statistical Association., đây là chiến lược blackjack tối ưu đầu tiên tính toán theo phương pháp toán học. Bài báo này đã trở thành nền tảng cho những nỗ lực trong tương lai để đánh bại blackjack. Ed Thorp đã sử dụng tính toán của Baldwin để xác minh chiến lược cơ bản và sau đó đã xuất bản cuốn sách Beat the Dealer (năm 1963).

## Quy tắc chơi tại các sòng bạc
Tại bàn chơi blackjack, người chia bài đối diện với năm đến chín vị trí chơi từ phía sau một bàn hình nửa vòng tròn. Giữa một và tám bộ bài thông thường (mỗi bộ bài có 52 lá) được trộn chung lại. Để bắt đầu mỗi ván, người chơi đặt cược vào "ô cược" ở mỗi vị trí. Ở các địa phương cho phép cược phụ, có thể có tối đa ba người chơi ở mỗi vị trí. Người chơi có cược ở phía trước của ô cược sẽ kiểm soát vị trí đó, và người chia bài hỏi ý kiến người chơi kiểm soát về quyết định chơi; những người cược khác sẽ "đánh sau". Một người chơi có thể thường kiểm soát hoặc đặt cược vào nhiều ô cược như mong muốn tại một bàn chơi duy nhất, nhưng không thể chơi ở nhiều bàn cùng lúc hoặc đặt nhiều cược trong một ô cược duy nhất. Ở nhiều sòng bạc ở Hoa Kỳ, người chơi bị giới hạn trong việc chơi từ một đến ba vị trí tại một bàn.
Người chia bài chia từ vị trí bên trái của họ ("đầu tiên") đến vị trí xa bên phải của họ ("thứ ba"). Mỗi ô cược nhận hai lá bài ban đầu hiển thị cho người chơi đang chơi ở đó. Bài đầu tiên của người chia bài được mở lên, và trong trò chơi "lá bài giấu" (hole card), người chia bài ngay lập tức nhận một lá bài thứ hai giấu mặt (lá bài giấu), người chia bài nhìn lén nhưng chỉ tiết lộ khi nó là blackjack của người chia bài. Trò chơi lá bài giấu mặt đôi khi được chơi trên bàn có gương nhỏ hoặc cảm biến điện tử được sử dụng để nhìn lén an toàn vào lá bài giấu mặt. Ở các sòng bạc ở châu Âu, trò chơi "không có lá bài giấu" thường phổ biến; lá bài thứ hai của người chia bài không được rút ra cho đến khi người chơi đã chơi xong tay của họ.
Người chia bài chia bài từ một hoặc hai bộ bài cầm tay, từ "giày chia bài" của người chia bài hoặc từ "máy trộn bài". Những lá bài riêng lẻ được chia cho từng vị trí đặt cược theo chiều kim đồng hồ từ bên trái của người chia bài, tiếp theo là một lá bài cho người chia bài, sau đó là thêm một lá bài cho mỗi vị trí đang chơi. Các lá bài ban đầu của người chơi có thể được chia mở lên hoặc gấp xuống (phổ biến hơn trong trò chơi một bộ bài).
Mục tiêu của trò chơi là giành chiến thắng bằng cách tạo tổng điểm bài cao hơn so với bài của người chia bài nhưng không vượt quá 21, hoặc dừng lại ở một tổng điểm mong muốn để hy vọng người chia bài vượt quá 21. Lượt chơi của người chơi, họ có thể chọn "rút thêm" (rút một lá bài), "dừng" (kết thúc lượt chơi mà không rút thêm bài), "gấp đôi" (nhân đôi cược, rút một lá bài duy nhất và kết thúc), "tách" (nếu hai lá bài có cùng giá trị, tách chúng ra để tạo hai tay), hoặc "đầu hàng" (từ bỏ một nửa cược và rút lui khỏi trò chơi).
Các quân bài số được tính theo giá trị số của chúng, quân bài J, Q, K ("quân hình" hoặc "hình ảnh") được tính là 10, và quân A được tính là 1 hoặc 11 tùy theo lựa chọn của người chơi. Nếu tổng số điểm vượt quá 21, nó sẽ bị "bust", và tất cả các cược trên quân bài đó sẽ ngay lập tức thua.
Sau khi các hộp bài hoàn tất, bài của nhà cái sẽ được giải quyết bằng cách rút bài cho đến khi số điểm đạt 17 hoặc cao hơn (tổng số điểm của nhà cái là 17 bao gồm một quân A được đánh giá là 11, còn được gọi là "17 mềm", phải được rút thêm bài trong một số trò chơi và phải dừng trong những trò chơi khác). Nhà cái không bao giờ nhân đôi, chia, hoặc từ bỏ. Nếu nhà cái bị "bust", tất cả các bàn tay của người chơi còn lại thắng. Nếu nhà cái không bị "bust", mỗi cược còn lại sẽ thắng nếu tổng số điểm của nó cao hơn nhà cái và thua nếu thấp hơn.
Tổng số điểm 21 của người chơi trên hai quân bài đầu tiên là "natural" hoặc "blackjack", và người chơi sẽ thắng ngay lập tức trừ khi nhà cái cũng có một, trong trường hợp đó, bàn tay sẽ hòa. Trong trường hợp hòa ("push" hoặc "standoff"), cược sẽ được trả lại mà không điều chỉnh. Một blackjack sẽ đánh bại bất kỳ bàn tay nào không phải là blackjack, kể cả bàn tay có giá trị là 21.
Các giải thưởng thắng được trả theo tỷ lệ 1:1, ngoại trừ blackjack của người chơi, thường được trả theo tỷ lệ 3:2. Nhiều sòng bạc ngày nay trả cho blackjack ít hơn 3:2. Điều này thường xảy ra trong trò chơi blackjack với một bộ bài duy nhất.
Các trò chơi Blackjack thường cung cấp một loại cược phụ được gọi là bảo hiểm, có thể được đặt khi quân bài hướng lên của nhà cái là A. Các cược phụ khác, như "Dealer Match" trả tiền khi quân bài của người chơi khớp với quân bài hướng lên của nhà cái, cũng đôi khi được cung cấp.

## Chiến lược Blackjack

### Chiến lược cơ bản
Mỗi trò chơi blackjack đều có một chiến lược cơ bản, phương pháp chơi tối ưu cho bất kỳ tay nào. Khi sử dụng chiến lược cơ bản, lợi thế nhà cái trong tương lai (mức thua dự kiến của người chơi) được giảm thiểu.
Một ví dụ về chiến lược cơ bản được thể hiện trong bảng dưới đây, áp dụng cho một trò chơi với các thông số sau:
- Bốn đến tám bộ bài
- Người chia bài nhận thêm một quân bài khi tổng điểm là mềm 17
- Cho phép tăng cược kép sau khi tách bài
- Chỉ mất cược ban đầu khi người chia bài có blackjack

| Bộ bài của người chơi              | Quân bài mở của người chia bài | Quân bài mở của người chia bài | Quân bài mở của người chia bài | Quân bài mở của người chia bài | Quân bài mở của người chia bài | Quân bài mở của người chia bài | Quân bài mở của người chia bài | Quân bài mở của người chia bài | Quân bài mở của người chia bài | Quân bài mở của người chia bài |
| ---------------------------------- | ------------------------------ | ------------------------------ | ------------------------------ | ------------------------------ | ------------------------------ | ------------------------------ | ------------------------------ | ------------------------------ | ------------------------------ | ------------------------------ |
| Bộ bài của người chơi              | 2                              | 3                              | 4                              | 5                              | 6                              | 7                              | 8                              | 9                              | 10                             | A                              |
| Tổng điểm cứng (không bao gồm cặp) |                                |                                |                                |                                |                                |                                |                                |                                |                                |                                |
| 18–21                              | S                              | S                              | S                              | S                              | S                              | S                              | S                              | S                              | S                              | S                              |
| 17                                 | S                              | S                              | S                              | S                              | S                              | S                              | S                              | S                              | S                              | Us                             |
| 16                                 | S                              | S                              | S                              | S                              | S                              | H                              | H                              | Uh                             | Uh                             | Uh                             |
| 15                                 | S                              | S                              | S                              | S                              | S                              | H                              | H                              | H                              | Uh                             | Uh                             |
| 13–14                              | S                              | S                              | S                              | S                              | S                              | H                              | H                              | H                              | H                              | H                              |
| 12                                 | H                              | H                              | S                              | S                              | S                              | H                              | H                              | H                              | H                              | H                              |
| 11                                 | Dh                             | Dh                             | Dh                             | Dh                             | Dh                             | Dh                             | Dh                             | Dh                             | Dh                             | Dh                             |
| 10                                 | Dh                             | Dh                             | Dh                             | Dh                             | Dh                             | Dh                             | Dh                             | Dh                             | H                              | H                              |
| 9                                  | H                              | Dh                             | Dh                             | Dh                             | Dh                             | H                              | H                              | H                              | H                              | H                              |
| 5–8                                | H                              | H                              | H                              | H                              | H                              | H                              | H                              | H                              | H                              | H                              |
| Tổng điểm mềm (Soft totals)        |                                |                                |                                |                                |                                |                                |                                |                                |                                |                                |
|                                    | 2                              | 3                              | 4                              | 5                              | 6                              | 7                              | 8                              | 9                              | 10                             | A                              |
| A,9                                | S                              | S                              | S                              | S                              | S                              | S                              | S                              | S                              | S                              | S                              |
| A,8                                | S                              | S                              | S                              | S                              | Ds                             | S                              | S                              | S                              | S                              | S                              |
| A,7                                | Ds                             | Ds                             | Ds                             | Ds                             | Ds                             | S                              | S                              | H                              | H                              | H                              |
| A,6                                | H                              | Dh                             | Dh                             | Dh                             | Dh                             | H                              | H                              | H                              | H                              | H                              |
| A,4–A,5                            | H                              | H                              | Dh                             | Dh                             | Dh                             | H                              | H                              | H                              | H                              | H                              |
| A,2–A,3                            | H                              | H                              | H                              | Dh                             | Dh                             | H                              | H                              | H                              | H                              | H                              |
| Cặp quân bài (Pairs)               |                                |                                |                                |                                |                                |                                |                                |                                |                                |                                |
|                                    | 2                              | 3                              | 4                              | 5                              | 6                              | 7                              | 8                              | 9                              | 10                             | A                              |
| A, A                               | SP                             | SP                             | SP                             | SP                             | SP                             | SP                             | SP                             | SP                             | SP                             | SP                             |
| 10,10                              | S                              | S                              | S                              | S                              | S                              | S                              | S                              | S                              | S                              | S                              |
| 9,9                                | SP                             | SP                             | SP                             | SP                             | SP                             | S                              | SP                             | SP                             | S                              | S                              |
| 8,8                                | SP                             | SP                             | SP                             | SP                             | SP                             | SP                             | SP                             | SP                             | SP                             | Usp                            |
| 7,7                                | SP                             | SP                             | SP                             | SP                             | SP                             | SP                             | H                              | H                              | H                              | H                              |
| 6,6                                | SP                             | SP                             | SP                             | SP                             | SP                             | H                              | H                              | H                              | H                              | H                              |
| 5,5                                | Dh                             | Dh                             | Dh                             | Dh                             | Dh                             | Dh                             | Dh                             | Dh                             | H                              | H                              |
| 4,4                                | H                              | H                              | H                              | SP                             | SP                             | H                              | H                              | H                              | H                              | H                              |
| 2,2–3,3                            | SP                             | SP                             | SP                             | SP                             | SP                             | SP                             | H                              | H                              | H                              | H                              |

Chú giải:
S - Stand =  Dừng. Người chơi không rút thêm bài nào và lượt của họ kết thúc.
H - Hit = Rút thêm bài. Người chơi rút thêm một lá bài.
Dh - Double hit = Cược gấp đôi (nếu không được phép, thì Rút thêm bài)
Ds - Double stand = Cược gấp đôi (nếu không được phép, thì Dừng)
SP - Split = Tách bài
Uh = Đầu hàng (nếu không được phép, thì Rút thêm bài)
Us = Đầu hàng (nếu không được phép, thì Dừng)
Usp = Đầu hàng (nếu không được phép, thì Tách bài)
Hầu hết các quyết định chiến lược cơ bản là giống nhau cho tất cả các trò chơi Blackjack. Những biến thể về luật chỉ đòi hỏi thay đổi chỉ trong một số tình huống. Ví dụ, để sử dụng bảng trên một trò chơi với luật stand-on-soft-17 (lợi thế cho người chơi, và thường chỉ được tìm thấy ở các bàn chơi với giới hạn cược cao ngày nay), chỉ có 6 ô cần được thay đổi: nhấn vào 11 vs. A, nhấn vào 15 vs. A, đứng trên 17 vs. A, đứng trên A,7 vs. 2, đứng trên A,8 vs. 6, và tách 8,8 vs. A. Bất kể biến thể luật cụ thể, việc mua bảo hiểm hoặc "tiền thắng cược" không bao giờ là lựa chọn đúng trong chiến lược cơ bản.
Ước tính về lợi thế của nhà cái trong các trò chơi Blackjack do các sòng bạc và cơ quan quản lý trò chơi đưa ra dựa trên giả định rằng người chơi tuân theo chiến lược cơ bản.
Hầu hết các trò chơi Blackjack có lợi thế nhà cái dao động từ 0,5% đến 1%, đặt Blackjack vào danh sách những trò chơi casino rẻ tiền nhất đối với người chơi. Các chương trình khuyến mãi của sòng bạc như vé chơi miễn phí hoặc thanh toán 2:1 cho Blackjack cho phép người chơi đạt được lợi thế mà không phải đánh rời khỏi chiến lược cơ bản.

### Chiến lược phụ thuộc vào thành phần
Chiến lược cơ bản dựa trên tổng điểm của người chơi và quân bài mà người chia bài mở ra. Người chơi đôi khi có thể cải thiện quyết định này bằng cách xem xét thành phần của bộ bài, không chỉ là tổng điểm. Ví dụ, thông thường, người chơi nên đứng khi cầm 12 và đối thủ là quân 4. Nhưng trong trò chơi một bộ bài, người chơi nên nhấn nút nếu số 12 của họ bao gồm quân 10 và quân 2. Sự hiện diện của một quân 10 trong tay người chơi có hai hậu quả:
- Nó làm cho con số 12 của người chơi trở thành một tay xấu hơn để đứng trên (vì cách duy nhất để tránh thua là người chia bài cắt hạch, điều này ít xảy ra hơn nếu còn ít quân bài có điểm số 10 trong bộ).
- Nó làm cho việc nhấn nút an toàn hơn, vì cách duy nhất để vượt quá số 21 là rút một quân bài có điểm số 10, và điều này ít xảy ra hơn khi đã có một quân 10 trong tay.

Ngay cả khi chiến lược cơ bản và chiến lược phụ thuộc vào thành phần dẫn đến những hành động khác nhau, sự khác biệt về phần thưởng dự kiến là nhỏ, và nó càng nhỏ hơn khi có nhiều bộ bài hơn. Sử dụng chiến lược phụ thuộc vào thành phần thay vì chiến lược cơ bản trong trò chơi một bộ bài giảm lợi thế của nhà cái 4 trong 10.000, giảm xuống còn 3 trong 100.000 cho trò chơi sáu bộ bài.

### Chơi có lợi
Từ những năm 1960, Blackjack đã trở thành mục tiêu nổi bật cho những người chơi có lợi thế. Chơi có lợi thế cố gắng chiến thắng nhiều hơn bằng cách sử dụng kỹ năng như ghi nhớ, tính toán và quan sát. Mặc dù những kỹ thuật này là hợp pháp, chúng có thể mang lại lợi thế toán học cho người chơi trong trò chơi, khiến cho những người chơi có lợi thế trở thành những khách hàng không mong muốn đối với các sòng bạc. Chơi có lợi thế có thể dẫn đến việc bị từ chối chơi hoặc bị đưa vào danh sách đen. Một số kỹ thuật chơi có lợi thế trong Blackjack bao gồm:

#### Đếm bài
Trong quá trình chơi Blackjack, người chia bài sẽ mở các quân bài đã chia. Từ cách tính toán các quân bài đã mở ra, người chơi có thể suy đoán những quân bài còn lại trong bộ. Những suy luận này có thể được sử dụng như sau:
- Người chơi có thể đặt cược lớn hơn khi họ có lợi thế. Ví dụ, nếu còn nhiều quân át và quân bài có điểm số mười trong bộ, người chơi có thể tăng cược ban đầu, hy vọng sẽ nhận được blackjack.
- Người chơi có thể đánh ra khỏi chiến lược cơ bản tùy theo thành phần của những quân bài chưa chia. Ví dụ, khi còn nhiều quân bài mười trong bộ, người chơi có thể chọn kéo dài cược kép hơn trong nhiều tình huống, vì có cơ hội tốt hơn để có một tay bài tốt.

Hệ thống đếm bài gán điểm cho từng giá trị của quân bài (ví dụ, 1 điểm cho các quân bài 2–6, 0 điểm cho các quân bài 7–9, và −1 điểm cho các quân bài 10–Át). Khi một quân bài được mở ra, người đếm bài cộng điểm của quân bài đó vào tổng điểm, được gọi là 'đếm'. Người đếm bài sử dụng đếm này để đưa ra quyết định về cách đặt cược và chơi. Đếm bài bắt đầu từ 0 khi bộ bài được xáo trộn hoàn toàn trong hệ thống đếm "cân bằng". Các hệ thống đếm không cân bằng thường bắt đầu với giá trị phụ thuộc vào số lượng bộ bài được sử dụng trong trò chơi.
Lợi thế của nhà cái trong Blackjack thường dao động khoảng 0,5-1% khi người chơi sử dụng chiến lược cơ bản. Đếm bài có thể mang lại lợi thế cho người chơi lên đến −2%.:5
Đếm bài hoạt động hiệu quả nhất khi chỉ còn một số ít quân bài chưa chia. Điều này làm cho các trò chơi một bộ bài trở nên tốt hơn cho người đếm bài. Kết quả là, các sòng bạc có thể yêu cầu người chơi không tiết lộ quân bài của họ cho nhau trong các trò chơi một bộ bài. Trong các trò chơi có nhiều bộ bài hơn, các sòng bạc giới hạn việc chia bộ bài bằng cách kết thúc ván chơi và xáo trộn lại khi còn một hoặc nhiều bộ bài chưa chia. Các sòng bạc cũng đôi khi sử dụng máy xáo bài để tái nhập các quân bài mỗi khi một bộ bài đã được chơi xong.
Đếm bài là hợp pháp trừ khi người đếm bài sử dụng một thiết bị bên ngoài,:6–7 nhưng sòng bạc có thể thông báo cho người đếm bài rằng họ không còn được chào đón chơi Blackjack. Đôi khi, sòng bạc có thể cấm người đếm bài vào sòng chơi.
Việc sử dụng thiết bị bên ngoài để hỗ trợ đếm bài là bất hợp pháp trên toàn lãnh thổ Hoa Kỳ.

#### Theo dõi xếp bài
Một kỹ thuật chơi tài ưu việt khác, chủ yếu áp dụng trong các trò chơi với nhiều bộ bài, bao gồm việc theo dõi các nhóm quân bài (còn được gọi là các bộ, cụm, hoặc gói quân bài) trong quá trình xếp bài và sau đó chơi và đặt cược dựa vào thời điểm các quân bài đó được chia trong bộ bài mới. Theo dõi xếp bài đòi hỏi tầm nhìn tốt và khả năng đánh giá hình ảnh mạnh mẽ nhưng khó phát hiện; hành động của những người theo dõi xếp bài chủ yếu không liên quan đến sự phân bố của các quân bài trong bộ bài.
Những bài viết của Arnold Snyder trên tạp chí Blackjack Forum đã giới thiệu về kỹ thuật theo dõi xếp bài cho công chúng chung. Cuốn sách của ông, The Shuffle Tracker's Cookbook, phân tích toán học về lợi thế của người chơi có thể thu được từ việc theo dõi xếp bài dựa trên kích thước thực tế của bộ quân bài đã được theo dõi. Jerry L. Patterson cũng đã phát triển và công bố một phương pháp theo dõi xếp bài để theo dõi các nhóm quân bài có lợi và cắt chúng vào trò chơi, cũng như theo dõi các nhóm quân bài không có lợi và loại bỏ chúng khỏi trò chơi.

#### Nhận dạng quân bài ẩn
Người chơi cũng có thể có lợi thế bằng cách nhận dạng các quân bài thông qua các đặc điểm đeo nhiễu trên mặt sau của chúng hoặc thông qua việc xem lén (quá trình theo dõi trong quá trình chia bài mặt xuống) những quân bài được chia bài mặt xuống. Những phương pháp này chủ yếu là hợp pháp mặc dù tình trạng hợp pháp của chúng tùy thuộc vào từng khu vực cụ thể.